# شچته (استان ماسوویان)
شچته (به لهستانی:  Szczyty) یک روستا در لهستان است که در گمینا بیاووبژگی (استان ماسوویان) واقع شده‌است. شچته ۳۲۰ نفر جمعیت دارد.